# Cyrtotria scabricollis
Cyrtotria scabricollis är en kackerlacksart som först beskrevs av Gerstaecker 1883.  Cyrtotria scabricollis ingår i släktet Cyrtotria och familjen jättekackerlackor. Inga underarter finns listade i Catalogue of Life.